# Пам'ятки культурної спадщини Залозецької громади
У статті наведений перелік об'єктів культурної спадщини Залозецької громади Тернопільського району Тернопільської области України.

## Пам'ятки археології
| №  | Назва                                                     | Дата | Адреса | Охоронний номер | Документ про взяття на облік |
| -- | --------------------------------------------------------- | --- | --- | --------------- | --- |
| 1  | Поселення Білоголови І                                    | черепино-лагодівська група скіфського часу | с. Білоголови, 2 км на північний захід від західних околиць села, справа від автодороги на с. Оліїв                                                                      | 1504            | Наказ управління культури обласної державної адміністрації від 27.01.2010 № 16                                                          |
| 2  | Поселення Білоголови ІІ                                   | висоцька культура (ХІІ – VIII ст. до н.е.) | с. Білоголови, 1,5 км на північний захід від західних околиць села, лівий берег р. Лопушанка                                                                             | 1505            | Наказ управління культури обласної державної адміністрації від 27.01.2010 № 16                                                          |
| 3  | Поселення Білоголови ІІІ                                  | пізній палеоліт (40 — 10 тис. років тому); висоцька культура (ХІІ – VIII ст. до н.е.); давньоруський час (ХІІ – ХІІІ ст.) | с. Білоголови, 600 м на північний захід від західних околиць села, справа від автодороги при в'їзді в село, лівий берег р. Лопушанка                                     | 1506            | Наказ управління культури обласної державної адміністрації від 27.01.2010 № 16                                                          |
| 4  | Поселення Білокриниця І                                   | бабинська культура (XVII-XIV ст. до н.е.); комарівсько-тшинецька культура (XVI – XII ст. до н. е.); висоцька культура (ХІІ – VIII ст. до н.е.); давньоруський час (Х – ХІІІ ст.)                                                       | с. Білокриниця, 500 м на північ від села, з правої сторони від автодороги на с. Оліїв                                                                                    | 1503            | Наказ управління культури обласної державної адміністрації від 27.01.2010 № 16                                                          |
| 5  | Поселення Бліх І                                          | висоцька культура (ХІІ – VIII ст. до н.е.) | с. Бліх, центр села нижче церкви, на південному схилі мису утвореному лівим берегом р. Гук                                                                               | 1399            | Наказ управління культури обласної державної адміністрації від 27.01.2010 № 16                                                          |
| 6  | Поселення Бліх ІІ                                         | XV-Х тис. до н.е. давньоруський час (Х – ХІІІ ст.) | с. Бліх, південно-західні околиці села в урочищі Лози | 4353-Тр         | Наказ Міністерства культури України від 23.01.2012 № 51                                                                                 |
| 7  | Поселення Загір'я ІІІ                                     | черняхівська культура (ІІІ-IV ст. н. е.) | с. Загір'я, південно-західні околиці села, на підвищеному мисі утвореному лівим берегом струмка                                                                          | 1855            | Наказ управління культури обласної державної адміністрації від 09.02.2012 № 14                                                          |
| 8  | Стоянка Залізці І                                         | пізній палеоліт (40-10 тис. років тому) | смт Залізці, урочище Понад ставом, правий берег Серету, західні околиці селища                                                                                           | 2405            | Наказ управління культури обласної державної адміністрації від 18.10.2005 № 112                                                         |
| 9  | Поселення Залізці ІІ                                      | давньоруський час (Х – ХІІІ ст.) | смт Залізці, південніше автобусної станції, лівий берег Серету | 2403            | Наказ управління культури обласної державної адміністрації від 18.10.2005 № 112                                                         |
| 10 | Поселення Залізці ІІІ                                     | ранній залізний вік (І тис. до н. е.), давньоруський час (Х – ХІІІ ст.) | смт Залізці, північно-західна частина селища, лівий берег р. Серет, за 300 м вверх по течії від дамби великого озера                                                     | 1316            | Наказ управління культури обласної державної адміністрації від 27.01.2010 № 16                                                          |
| 11 | Поселення Залізці IV                                      | черняхівська культура (ІІІ-IV ст. н. е.) | смт Залізці, північно-західна частина селища, лівий берег р. Серет, за 500 м вверх по течії від дамби великого озера, південно-західний схил пагорба (біля відстійників) | 1317            | Наказ управління культури обласної державної адміністрації від 27.01.2010 № 16                                                          |
| 12 | Стоянка Залізці V                                         | пізній палеоліт (40-10 тис. років тому), мезоліт (ІХ – V тис. до н. е.) | смт Залізці, центральна частина селища, лівий берег р. Серет, перехрестя доріг Броди – Почаїв - Тернопіль                                                                | 1555            | Наказ управління культури обласної державної адміністрації від 27.01.2010 № 16                                                          |
| 13 | Стоянка Залізці VI                                        | пізній палеоліт (40-10 тис. років тому) | смт Залізці, схил урочище Коло ставу, при північно-західній частині селища, лівий берег Серету, між спиртзаводом і рибгоспом                                             | 2401            | Наказ управління культури обласної державної адміністрації від 18.10.2005 № 112                                                         |
| 14 | Стоянка Залізці VII                                       | пізній палеоліт (40-10 тис. років тому) | смт Залізці, урочище Брідок, південний схил лівого берега р. Серет, при південно-східній частині селища                                                                  | 2402            | Наказ управління культури обласної державної адміністрації від 18.10.2005 № 112                                                         |
| 15 | Поселення Залізці VIII                                    | давньоруський час (ХІІ-ХІІІ ст.) | смт Залізці, правий берег р.Серет, північно-східні околиці селища, 0,3 м на північній схід                                                                               | 2404            | Наказ управління культури обласної державної адміністрації від 18.10.2005 № 112                                                         |
| 16 | Поселення Мильне І                                        | висоцька культура (ХІІ – VIII ст. до н.е.), черепино-лагодівська група (VII – VI ст. до н.е.), райковецька культура (VIII – ІХ ст.), давньоруський час (ХІІ – ХІІІ ст.)                                                                | с. Мильне, на схід від села, правий берег меліоративного рову | 2424            | Наказ управління культури обласної державної адміністрації від 18.10.2005 № 112                                                         |
| 17 | Грунтовий могильник Мильне Іа                             | висоцька культура (ІХ – VIII ст. до н.е.) | с. Мильне, східні околиці села, урочище Під Шапочиною | 1539            | Наказ управління культури обласної державної адміністрації від 27.01.2010 № 16                                                          |
| 18 | Поселення Мильне ІІ                                       | висоцька культура (ХІІ – VIII ст. до н.е.); черняхівська культура (ІІІ-IV ст. н. е.); давньоруський час (ХІІ – ХІІІ ст.) | с. Мильне, східні околиці села на городах, на І-ІІ надзаплавних терасах північного схилу лівого берега. струмка                                                          | 1388            | Наказ управління культури обласної державної адміністрації від 27.01.2010 № 16                                                          |
| 19 | Поселення Мильне ІІІ                                      | давньоруський час (ХІІ – ХІІІ ст.) | с. Мильне, східні околиці села, на пасовищі, на південному сх. правого берега струмка.                                                                                   | 1389            | Наказ управління культури обласної державної адміністрації від 27.01.2010 № 16                                                          |
| 20 | Курганна група (2 кургани) Мильне IV                      | культура невизначена | с. Мильне, східні околиці села, на північ від Мільно ІІІ, за 0,5 км по лівому борту балки                                                                                | 1390            | Наказ управління культури обласної державної адміністрації від 27.01.2010 № 16                                                          |
| 21 | Археологічний комплекс - Поселення і могильник Мильне V   | поселення: комарівсько-тшинецька культура (XVI – XII ст. до н. е.); висоцька (ХІІ – VIII ст. до н.е.), черняхівська культура (ІІІ-IV ст. н. е.); давньоруський час (ХІІ – ХІІІ ст.) могильник: черняхівська культура (ІІІ-V ст. н. е.) | с. Мильне південно-східні околиці села, урочище Круглий лан, північна частина видовженого мису, оточена з заходу та сходу струмками                                      | 4420-Тр         | Наказ управління культури обласної державної адміністрації від 27.01.2010 № 16, Наказ Міністерства культури України від 28.01.2014 № 42 |
| 22 | Поселення Мильне VII                                      | голіградська культура (ХІІ-ХІІІ ст. до н.е.); пшеворська (ІІ ст. до н.е. – ІІ ст. н.е.); черняхівська (ІІІ-IV ст.); давньоруська (ХІІ-ХІІІ ст.)                                                                                        | с. Мильне, південні околиці села в урочище Парцеляція, на південно-східному схилі мису утвореного лівим берегом р. Гук, на городах за будинками.                         | 1393            | Наказ управління культури обласної державної адміністрації від 27.01.2010 № 16                                                          |
| 23 | Поселення Мильне VIII                                     | висоцька (ХІ-VI ст. до н.е.); черняхівська (ІІІ-IV ст.); давньоруська (ХІІ-ХІІІ ст.) | с. Мильне, північні околиці села, в урочище Гук, на південно-західному схилі мису, утвореному двома струмками, що впадають в р. Гук                                      | 1394            | Наказ управління культури обласної державної адміністрації від 27.01.2010 № 16                                                          |
| 24 | Поселення Мильне ІХ                                       | культура ноа (ХІІІ – Х ст. до н. е.); пшеворська культура (ІІ ст. до н.е. – ІІ ст. н.е.), черняхівська культура (ІІІ-IV ст. н. е.); давньоруський час (ХІІ – ХІІІ ст.)                                                                 | с. Мильне, центральна частина села, східніше школи в урочище Панська гірка                                                                                               | 1395            | Наказ управління культури обласної державної адміністрації від 27.01.2010 № 16                                                          |
| 25 | Поселення Мильне Х                                        | черняхівська культура (ІІІ-IV ст. н. е.); давньоруський час (ХІІ – ХІІІ ст.) | с. Мильне, східна частина села, на північний схід від костелу в урочище Буковина                                                                                         | 1396            | Наказ управління культури обласної державної адміністрації від 27.01.2010 № 16                                                          |
| 26 | Поселення Мильне ХІ                                       | черняхівська (з елементами вельбарської) культура (ІІІ-IV ст. н. е.); пізнє середньовіччя (XVII ст.) | с. Мильне, центральна частина села, урочище Корчма | 1397            | Наказ управління культури обласної державної адміністрації від 27.01.2010 № 16                                                          |
| 27 | Поселення Мильне ХІІ                                      | висоцька культура (ХІІ – VIII ст. до н.е.); черняхівська культура (ІІІ-IV ст. н. е.) | с. Мильне, у західній частині села, в урочище Підліски, нижче церкви | 1398            | Наказ управління культури обласної державної адміністрації від 27.01.2010 № 16                                                          |
| 28 | Поселення Мильне ХІІІ                                     | висоцька культура (ХІІ – VIII ст. до н.е.) | с. Мильне, на південних схилах правого берега ставу, розташованого в центрі села                                                                                         | 1435            | Наказ управління культури обласної державної адміністрації від 27.01.2010 № 16                                                          |
| 29 | Поселення Мильне XIV                                      | енеоліт (IV – III тис. до н. е.), бронзовий час (ІІІ – ІІ тис. до н. е.), ранньозалізний час (І тис. до н. е.) | с. Мильне, 1,2 км на захід від хутора Башуки | 1925            | Наказ управління культури обласної державної адміністрації від 05.03.2013 № 26-од                                                       |
| 30 | Поселення та стоянка Ратищі І                             | пізній палеоліт (40-10 тис. років тому), ранній залізний вік (І тис. до н. е.), давньоруський час (Х ст.) | с. Ратищі, урочище Ксьондзова гора або Клин | 2443            | Наказ управління культури обласної державної адміністрації від 18.10.2005 № 112                                                         |
| 31 | Поселення та стоянка Ратищі ІІ                            | пізній палеоліт (40-10 тис. років тому), ранній залізний вік (І тис. до н. е.) | с. Ратищі, урочище Зруб | 2442            | Наказ управління культури обласної державної адміністрації від 18.10.2005 № 112                                                         |
| 32 | Поселення Ратищі ІІІ                                      | черепино-лагодівська група скіфського часу, давньоруський час (Х – ХІІІ ст.) | с. Ратищі, за 0,8 км на північ від села | 2445            | Наказ управління культури обласної державної адміністрації від 18.10.2005 № 112                                                         |
| 33 | Пам’ятка багатошарова Ренів І                             | мезоліт (кінець ІХ-VI тис. до н. е.) (стоянка), бронзовий вік (кінець ІІІ-II тис. до н. е.) (поселення) | с. Ренів, урочище Біля Любуня, правий берег р. Серет | 2446            | Наказ управління культури обласної державної адміністрації від 18.10.2005 № 112                                                         |
| 34 | Поселення Ренів ІІ                                        | бронзовий вік (кінець ІІІ-II тис. до н. е.) | с. Ренів, за 0,4 км на захід від села, правий берег Серету | 2447            | Наказ управління культури обласної державної адміністрації від 18.10.2005 № 112                                                         |
| 35 | Поселення Ренів ІІІ                                       | давньоруський час (Х – ХІІІ ст.) | с. Ренів, за 0,5 км на південний захід від села, правий берег р. Серет                                                                                                   | 2448            | Наказ управління культури обласної державної адміністрації від 18.10.2005 № 112                                                         |
| 36 | Поселення Серетець І                                      | ранній залізний вік (І тис. до н. е.), черняхівська культура (ІІІ-IV ст. н. е.), давньоруський час (Х – ХІІІ ст.) | с. Серетець, урочище За ставом | 2449            | Рішення виконкому Тернопільської обласної ради від 14.07.1989 № 162                                                                     |
| 37 | Поселення Серетець ІІ                                     | ранній залізний вік (І тис. до н. е.), черняхівська культура (ІІІ-IV ст. н. е.) | с. Серетець урочище Лан | 2451            | Розпорядження Представника Президента України у Тернопільській області від 25.06.1992 № 148                                             |
| 38 | Багатошарова пам’ятка (майстерня, поселення) Серетець ІІІ | ранній залізний вік (І тис. до н. е.); давньоруський час (ХІІ – ХІІІ ст.) | с. Серетець, урочище Лан | 2452            | Розпорядження Представника Президента України у Тернопільській області від 25.06.1992 № 148                                             |
| 39 | Поселення Серетець IV                                     | черняхівська культура (ІІІ-IV ст. н. е.) | с. Серетець, ур. Застав | 2450            | Рішення виконкому Тернопільської обласної ради від 14.07.1989 № 162                                                                     |
| 40 | Поселення Тростянець І                                    | черняхівська культура (ІІІ-IV ст. н. е.) | с. Тростянець, східні околиці села, правий берег ставу | 1501            | Наказ управління культури обласної державної адміністрації від 27.01.2010 № 16                                                          |
| 41 | Поселення Тростянець ІІ                                   | черняхівська культура (ІІІ-IV ст. н. е.) | с. Тростянець, східні околиці села, І – ІІ надзаплавні тераси південного схилу мису                                                                                      | 1502            | Наказ управління культури обласної державної адміністрації від 27.01.2010 № 16                                                          |
| 42 | Стоянка Чистопади І                                       | пізній палеоліт (40-10 тис. років тому) | с. Чистопади, околиці села, правий берег р. Серет, в піщаному кар’єрі | 2462            | Наказ управління культури обласної державної адміністрації від 18.10.2005 № 112                                                         |

## Пам'ятки архітектури
| №  | Назва                                      | Дата        | Адреса                    | Охоронний номер | Документ про взяття на облік                                |
| -- | ------------------------------------------ | ----------- | ------------------------- | --------------- | ----------------------------------------------------------- |
| 1. | Церква cв. Параскеви (мур.)                | 1866 р.     | с. Білокриниця            | 1713            | рішення Тернопільського облвиконкому від 31.03.1992 р. № 30 |
| 2. | Церква cв. Марії (мур.)                    | 1906 р.     | с. Мильне                 | 2051            | рішення Тернопільського облвиконкому від 18.11.1994 р. №83  |
| 3. | Церква Михайлового чуда (мур.)             | 1925 р.     | с. Піщане                 | 2059            | рішення Тернопільського облвиконкому від 18.11.1994 р. №83  |
| 4. | Церква Успення Пресвятої Богородиці (мур.) | 1896 р.     | с. Ратищі                 | 2060            | рішення Тернопільського облвиконкому від 18.11.1994 р. №83  |
| 5. | Церква cв. Архістратига Михаїла(дер.)      | 1925 р.     | с. Чистопади              | 2050            | рішення Тернопільського облвиконкому від 18.11.1994 р. №83  |
| 6. | Покровська церква (мур.)                   | 1740 р.     | смт Залізці, вул. Зелена  | 1589/1          | постанова Ради Міністрів УРСР від 06.09.1979 р. № 442       |
| 7. | Дзвіниця Покровської церкви (мур.)         | 1740 р.     | смт Залізці, вул. Зелена  | 1589/2          | постанова Ради Міністрів УРСР від 06.09.1979 р. № 442       |
| 8. | Замок (мур.)                               | 1516 р.     | смт Залізці, вул. Шкільна | 665             | постанова Ради Міністрів УРСР від 24.08.1963 р. № 970       |
| 9. | Костел cв. Антонія (руїни) (мур.)          | XV-XVII ст. | смт Залізці, вул. Шкільна | 1588            | постанова Ради Міністрів УРСР від 06.09.1979 р. № 442       |

## Пам'ятки історії
| №  | Назва | Дата                                            | Адреса                                                                         | Охоронний номер | Документ про взяття на облік                                                                      |
| -- | --- | ----------------------------------------------- | ------------------------------------------------------------------------------ | --------------- | ------------------------------------------------------------------------------------------------- |
| 1  | Могила Українського січового стрільця Чорного Степана                                                                           | 1918 р.                                         | с. Білоголови, кладовище, вверх від каплички і пошти                           | 1496            | Розпорядження Представника Президента України в Тернопільській області від 25.06.1992 р. № 148    |
| 2  | Пам’ятний знак воїнам-землякам, які загинули в роки Другої світової війни                                                       | 1966 р.                                         | с. Бліх                                                                        | 324             | Рішення виконкому Тернопільської обласної ради від 22.03.1971 р. № 147                            |
| 3  | Пам'ятний знак (хрест) на честь скасування панщини                                                                              | 1848 р.                                         | с. Бліх, біля церкви                                                           | 1498            | Розпорядження Представника Президента України в Тернопільській області від 25.06.1992 р. № 148    |
| 4  | Пам’ятний знак воїнам-землякам, які загинули в роки Другої світової війни                                                       | 1975 р.                                         | с. Гаї-Розтоцькі, біля сільської ради                                          | 601             | Рішення виконкому Тернопільської обласної ради від 12.06.1978 р. № 286                            |
| 5  | Могила Українських січових стрільців                                                                                            | с. Загір’я                                      |                                                                                | 1508            | Розпорядження Представника Президента України в Тернопільській області від 25.06.1992 р. № 148    |
| 6  | Братська могила воїнів Української Повстанської Армії                                                                           | с. Загір’я, південна частина кладовища          |                                                                                | 3167            | Наказ управління культури Тернопільської обласної державної адміністрації від 27.01.2010 р. № 16  |
| 7  | Могила зв’язкової Української Повстанської Армії Складан С. «Оленка»                                                            | 1945 р                                          | с. Загір’я, південна частина кладовища                                         | 3168            | Наказ управління культури Тернопільської обласної державної адміністрації від 27.01.2010 р. № 16  |
| 8  | Пам’ятний знак на честь 430-річчя першої згадки про село, 2000-річчя Різдва Христового та 10-ї річниці Незалежності України     | 2000 р.                                         | с. Загір’я, центр, на роздоріжжі                                               | 3166            | Наказ управління культури Тернопільської обласної державної адміністрації від 27.01.2010 р. № 16  |
| 9  | Могила воїна Радянської армії Печейкіна І.                                                                                      | 1976 р.                                         | с. Мильне                                                                      | 338             | Рішення виконкому Тернопільської обласної ради від 22.03.1971 р. № 147                            |
| 10 | Пам’ятний знак воїнам-землякам, які загинули в роки Другої світової війни                                                       | 1985 р.                                         | с. Мильне, біля головної дороги                                                | 1062            | Рішення виконкому Тернопільської обласної ради від 29.01.1988 р. № 32                             |
| 11 | Пам'ятний знак (хрест) на честь скасування панщини                                                                              | 1848 р.                                         | с. Мильне, біля сільської ради                                                 | 3181            | Наказ управління культури Тернопільської обласної державної адміністрації від 27.01.2010 р. № 16  |
| 12 | Братська могила членів надрайонової боївки служби безпеки Організації Українських Націоналістів та місцевого загону самооборони | 1996 р.                                         | с. Мильне, за церквою                                                          | 1516            | Розпорядження Голови Тернопільської обласної державної адміністрації від 26.05.1997 р. № 209      |
| 13 | Пам’ятний знак на місці хати, де 7 березня 1945 р. спалено органами НКВС 8 воїнів Української Повстанської Армії                | 7 березня 1945 р.                               | с. Мильне, урочище „Копань”                                                    | 1475            | Наказ управління культури Тернопільської обласної державної адміністрації від 18.10.2005 р. № 112 |
| 14 | Пам'ятний знак (хрест) «За тверезість»                                                                                          | 1874 р.                                         | с. Панасівка, біля будинку культури                                            | 3189            | Наказ управління культури Тернопільської обласної державної адміністрації від 27.01.2010 р. № 16  |
| 15 | Братська могила воїнів Української Повстанської Армії сотні “Меча”                                                              | 1994 р.                                         | с. Панасівка, кладовище                                                        | 1517            | Розпорядження Голови Тернопільської обласної державної адміністрації від 26.05.1997 р. № 209      |
| 16 | Пам’ятний знак воїнам-землякам, які загинули в роки Другої світової війни                                                       | 1985 р.                                         | с. Ратищі, біля нової церкви і бібліотеки                                      | 1057            | Рішення виконкому Тернопільської обласної ради від 26.08.1986 р. № 250                            |
| 17 | Пам'ятний знак (хрест) на честь скасування панщини                                                                              | с. Ратищі, роздоріжжя при в’їзді, напроти школи | 1518                                                                           |                 | Розпорядження Представника Президента України в Тернопільській області від 25.06.1992 р. № 148    |
| 18 | Братська могила воїнів Радянської армії                                                                                         | 1948 р., рек. 1978 р.                           | с. Тростянець, біля головної дороги, біля зупинки, в’їзд в село                | 836             | Рішення виконкому Тернопільської обласної ради від 12.06.1978 р. № 286                            |
| 19 | Братська могила воїнів Радянської армії                                                                                         | 1977 р.                                         | с. Тростянець, перехрестя доріг Зборів-Залізці-Тростянець                      | 1494            | Рішення виконкому Тернопільської обласної ради від 25.01.1982 р. № 34                             |
| 20 | Пам'ятний знак (хрест) на честь скасування панщини                                                                              | 1848 р.                                         | с. Тростянець, центр, на роздоріжжі                                            | 3195            | Наказ управління культури Тернопільської обласної державної адміністрації від 27.01.2010 р. № 16  |
| 21 | Могила воїнів Української Повстанської Армії сотні курення “Сіроманці”                                                          | смт Залізці                                     | 1524                                                                           |                 | Розпорядження Голови Тернопільської обласної державної адміністрації від 26.05.1997 р. № 209      |
| 22 | Братські могили воїнів Радянської армії                                                                                         | 1955 р.                                         | смт Залізці                                                                    | 330             | Рішення виконкому Тернопільської обласної ради від 22.03.1971 р. № 147                            |
| 23 | Могили воїнів Радянської армії                                                                                                  | 1944 р. Рек. 1958 р.                            | смт Залізці                                                                    | 884/1           | Рішення виконкому Тернопільської обласної ради від 25.01.1982 р. № 34                             |
| 24 | Пам’ятник командиру Української Повстанської Армії Володимиру Якубовському                                                      | 1997 р.                                         | смт Залізці, біля АТК                                                          | 1482            | Наказ управління культури Тернопільської обласної державної адміністрації від 18.10.2005 р. № 112 |
| 25 | Могила воїнів Української Повстанської Армії Кухарського Й. І., Дець С. А., медсестри Роми                                      | смт Залізці, кладовище                          |                                                                                | 1481            | Наказ управління культури Тернопільської обласної державної адміністрації від 18.10.2005 р. № 112 |
| 26 | Могила Вівчарика П.П. (1895-1978) - поручника Українських Січових Стрільців                                                     | 1978 р.                                         | смт Залізці, кладовище                                                         | 3169            | Наказ управління культури Тернопільської обласної державної адміністрації від 27.01.2010 р. № 16  |
| 27 | Меморіальний комплекс воїнам Радянської армії і землякам, які загинули під час Другої Світової війни                            | 1984 р.                                         | смт Залізці, кладовище                                                         | 884             | Рішення виконкому Тернопільської обласної ради від 26.08.1986 р. № 250                            |
| 28 | Могила Українських Січових стрільців                                                                                            | 1914-1918 рр.                                   | смт Залізці, кладовище                                                         | 1483            | Наказ управління культури Тернопільської обласної державної адміністрації від 18.10.2005 р. № 112 |
| 29 | Могила Макара В. - шефа Української Повстанської Армії (1914-1944)                                                              | 1944 р.                                         | смт Залізці, кладовище, біля ділянки кладовища з похованнями радянських воїнів | 3170            | Наказ управління культури Тернопільської обласної державної адміністрації від 27.01.2010 р. № 16  |

## Пам'ятки монументального мистецтва
| №  | Назва                                                               | Дата    | Адреса                                                    | Охоронний номер | Документ про взяття на облік |
| -- | ------------------------------------------------------------------- | ------- | --------------------------------------------------------- | --------------- | --- |
| 1  | Скульптура св. Михаїла на честь закінчення будівництва церкви       | 1875 р. | с. Загір’я, центр, біля церкви                            | 3024            | Наказ управління культури Тернопільської обласної державної адміністрації від 27.01.2010 р. № 16                                                               |
| 2  | Скульптура св. Дмитрія                                              | 1832 р. | с. Мильне, біля дороги, що веде до сільської ради         | 3036            | Наказ управління культури Тернопільської обласної державної адміністрації від 27.01.2010 р. № 16                                                               |
| 3  | Скульптура св. Флоріана                                             | 1862 р. | с. Мильне, вул. Букавина, біля костелу, на узбіччі дороги | 4407-Тр (3027)  | Наказ управління культури Тернопільської обласної державної адміністрації від 27.01.2010 р. № 16, Наказ Міністерства культури України від 28.11.2013 р. № 1224 |
| 4  | Скульптура св. Миколая                                              | 1867 р. | с. Мильне, центр, навпроти церкви                         | 3037            | Наказ управління культури Тернопільської обласної державної адміністрації від 27.01.2010 р. № 16                                                               |
| 5  | Скульптура Матері Божої з Ісусом                                    | 1851 р. | с. Нетерпинці, біля церкви                                | 3031            | Наказ управління культури Тернопільської обласної державної адміністрації від 27.01.2010 р. № 16                                                               |
| 6  | Скульптура Матері Божої                                             |         | с. Нетерпинці, центр, напроти церкви                      | 3030            | Наказ управління культури Тернопільської обласної державної адміністрації від 27.01.2010 р. № 16                                                               |
| 7  | Скульптура св. Миколая                                              | 1849 р. | с. Панасівка, біля дороги на кладовище                    | 3034            | Наказ управління культури Тернопільської обласної державної адміністрації від 27.01.2010 р. № 16                                                               |
| 8  | Скульптура св. Миколая                                              | 1849 р. | с. Панасівка, роздоріжжя біля будинку культури            | 3033            | Наказ управління культури Тернопільської обласної державної адміністрації від 27.01.2010 р. № 16                                                               |
| 9  | Пам’ятник поету, письменнику, художнику Шевченку Тарасу Григоровичу | 1968 р. | с. Чистопади                                              | 357             | Рішення виконкому Тернопільської обласної ради від 22.03.1971 р. № 147                                                                                         |
| 10 | Скульптура Матері Божої                                             |         | смт Залізці, біля церкви                                  | 3025            | Наказ управління культури Тернопільської обласної державної адміністрації від 27.01.2010 р. № 16                                                               |
| 11 | Пам’ятник поету, письменнику, художнику Шевченку Тарасу Григоровичу | 1995 р. | смт Залізці, напроти селищної ради                        | 1525            | Наказ управління культури Тернопільської обласної державної адміністрації від 18.10.2005 р. № 112                                                              |